# Bryan Heynen
Bryan Heynen, né le 6 février 1997 à Brée en Belgique, est un footballeur international belge qui joue au poste de milieu de terrain au KRC Genk, dont il est actuellement le capitaine.

## Biographie

### En club
Bryan Heynen participe à la Ligue Europa avec le KRC Genk lors de la saison 2016-2017. Lors de cette compétition, il inscrit un but contre l'équipe italienne de Sassuolo.

### En sélections nationales
Bryan Heynen a joué avec l'équipe de Belgique des moins de 16 ans et les espoirs. Sélectionné par Rudi Garcia pour les barrages de promotion-relégation de la Ligue des nations contre l'Ukraine, il fête sa première sélection en montant au jeu à la 90e minute du match retour pour Nicolas Raskin (victoire, 3-0).

## Statistiques

### En club
| Saison                | Club                  | Championnat           | Championnat | Championnat | Championnat | Coupe(s) nationale(s) | Coupe(s) nationale(s) | Coupe(s) nationale(s) | Supercoupe | Supercoupe | Supercoupe | Compétition(s) continentale(s) | Compétition(s) continentale(s) | Compétition(s) continentale(s) | Compétition(s) continentale(s) | Autres compétitions | Autres compétitions | Autres compétitions | Autres compétitions | Total | Total | Total |
| Saison                | Club                  | Division              | M.          | B.          | P.d.        | M.                    | B.                    | P.d.                  | M.         | B.         | P.d.       | Comp.                          | M.                             | B.                             | P.d.                           | Comp.               | M.                  | B.                  | P.d.                | M.    | B.    | P.d.  |
| 2015-2016             | KRC Genk              | Division 1            | 10          | 0           | 0           | 2                     | 0                     | 0                     | -          | -          | -          | -                              | -                              | -                              | -                              | PO1+BE              | 0+0                 | 0+0                 | 0+0                 | 12    | 0     | 0     |
| 2016-2017             | KRC Genk              | Division 1A           | 22          | 0           | 1           | 4                     | 0                     | 0                     | -          | -          | -          | C3                             | 13                             | 1                              | 0                              | PO2+BE              | 9+2                 | 0+0                 | 0+0                 | 50    | 1     | 1     |
| 2017-2018             | KRC Genk              | Division 1A           | 10          | 0           | 1           | 1                     | 0                     | 0                     | -          | -          | -          | -                              | -                              | -                              | -                              | PO1+BE              | -                   | -                   | -                   | 11    | 0     | 1     |
| 2018-2019             | KRC Genk              | Division 1A           | 25          | 2           | 3           | 2                     | 0                     | 0                     | -          | -          | -          | C3                             | 7                              | 1                              | 1                              | PO1                 | 10                  | 3                   | 2                   | 44    | 6     | 6     |
| 2019-2020             | KRC Genk              | Division 1A           | 14          | 1           | 3           | 1                     | 1                     | 0                     | 1          | 0          | 1          | C1                             | 4                              | 0                              | 1                              | -                   | -                   | -                   | -                   | 20    | 2     | 5     |
| 2020-2021             | KRC Genk              | Division 1A           | 24          | 2           | 4           | 4                     | 0                     | 1                     | -          | -          | -          | -                              | -                              | -                              | -                              | PO1                 | 5                   | 0                   | 1                   | 33    | 2     | 6     |
| 2021-2022             | KRC Genk              | Division 1A           | 32          | 5           | 0           | 1                     | 0                     | 0                     | 1          | 0          | 1          | C1+C3                          | 2+5                            | 0+0                            | 0+0                            | PO2                 | 6                   | 0                   | 0                   | 47    | 5     | 1     |
| 2022-2023             | KRC Genk              | Division 1A           | 33          | 10          | 5           | 3                     | 0                     | 1                     | -          | -          | -          | -                              | -                              | -                              | -                              | PO1                 | 6                   | 1                   | 1                   | 42    | 11    | 7     |
| 2023-2024             | KRC Genk              | Division 1A           | 25          | 6           | 3           | 1                     | 0                     | 0                     | -          | -          | -          | C1+C3+C4                       | 2+0+7                          | 0+0+2                          | 0+0+1                          | PO1+BE              | -                   | -                   | -                   | 35    | 8     | 4     |
| 2024-2025             | KRC Genk              | Division 1A           | 28          | 0           | 2           | 4                     | 0                     | 0                     | -          | -          | -          | -                              | -                              | -                              | -                              | PO1                 | 8                   | 0                   | 0                   | 40    | 0     | 2     |
| 2025-2026             | KRC Genk              | Division 1A           | 4           | 0           | 0           | -                     | -                     | -                     | -          | -          | -          | -                              | -                              | -                              | -                              | -                   | -                   | -                   | -                   | 4     | 0     | 0     |
| Total sur la carrière | Total sur la carrière | Total sur la carrière | 227         | 26          | 22          | 23                    | 1                     | 2                     | 2          | 0          | 2          | -                              | 40                             | 4                              | 3                              | -                   | 46                  | 4                   | 4                   | 338   | 35    | 33    |

### En sélections nationales
| Saison                | Sélection             | Phases finales        | Phases finales | Phases finales | Phases finales | Éliminatoires CDM | Éliminatoires CDM | Éliminatoires CDM | Éliminatoires EURO | Éliminatoires EURO | Éliminatoires EURO | Ligue des Nations | Ligue des Nations | Ligue des Nations | Matchs amicaux | Matchs amicaux | Matchs amicaux | Total | Total | Total |
| Saison                | Sélection             | Compétition           | M              | B              | Pd             | M                 | B                 | Pd                | M                  | B                  | Pd                 | M                 | B                 | Pd                | M              | B              | Pd             | M     | B     | Pd    |
| --------------------- | --------------------- | --------------------- | -------------- | -------------- | -------------- | ----------------- | ----------------- | ----------------- | ------------------ | ------------------ | ------------------ | ----------------- | ----------------- | ----------------- | -------------- | -------------- | -------------- | ----- | ----- | ----- |
| 2024-2025             | Belgique              | -                     | -              | -              | -              | -                 | -                 | -                 | -                  | -                  | -                  | 1                 | 0                 | 0                 | -              | -              | -              | 1     | 0     | 0     |
| Total sur la carrière | Total sur la carrière | Total sur la carrière | -              | -              | -              | -                 | -                 | -                 | -                  | -                  | -                  | 1                 | 0                 | 0                 | -              | -              | -              | 1     | 0     | 0     |

### Matchs internationaux
| Matchs internationaux de Maxim De Cuyper, | Matchs internationaux de Maxim De Cuyper, | Matchs internationaux de Maxim De Cuyper, | Matchs internationaux de Maxim De Cuyper, | Matchs internationaux de Maxim De Cuyper, | Matchs internationaux de Maxim De Cuyper, | Matchs internationaux de Maxim De Cuyper, | Matchs internationaux de Maxim De Cuyper,                         |
| #                                         | Date                                      | Lieu                                      | Adversaire                                | Résultat                                  | Compétition                               | Club                                      | Notes                                                             |
| ----------------------------------------- | ----------------------------------------- | ----------------------------------------- | ----------------------------------------- | ----------------------------------------- | ----------------------------------------- | ----------------------------------------- | ----------------------------------------------------------------- |
| 1                                         | 23 mars 2025                              | Cegeka Arena, Genk, Belgique              | Ukraine                                   | V 3 - 0                                   | Ligue des nations 2024-2025               | Club Bruges KV                            | Entre en jeu à la place de Nicolas Raskin à la 90e minute de jeu. |

## Palmarès

### En club
|  |  | KRC Genk - Championnat de Belgique (1) : - Champion : 2019. - Vice-champion : 2021 et 2023. - Coupe de Belgique (1) : - Vainqueur : 2021. - Finaliste : 2018. - Supercoupe de Belgique (1) : - Vainqueur : 2019. - Finaliste : 2021. |